# Martine De Regge

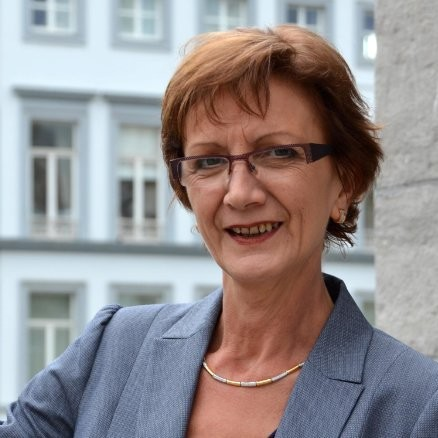

Martine De Regge (Gent, 17 februari 1957) is een Gentse politica van Vooruit.
Martine De Regge was voor de sp.a van 1989 tot 2018 gemeenteraadslid in Gent. Van 1995 tot 2006 was ze schepen van Sociale Zaken, Huisvesting en Emancipatie. Van 2007 tot 2012 was ze schepen van Openbare Werken, Stadswoningen en Rationeel energiegebruik (REG). Ze was de schepen die de Stadshal liet bouwen met de heraanleg van de Korenmarkt en het Emile Braunplein. Van 2013 tot 2018 was ze schepen van personeelszaken, administratieve vereenvoudiging en facility management.
Martine De Regge groeide op in de Bernadettewijk. In het middelbaar volgde ze de studierichting wetenschappen b in het Atheneum Wispelberg. Nadien werd ze maatschappelijk werkster. Ze ging later in de Muide wonen. Daar was haar politieke compagnon,  provincieraadslid en later voorzitter van de provincieraad, Marc Lootens. Eerst werkten ze samen in het jeugdhuis de jamklub op de Meulesteedsesteenweg. Vervolgens volgde Martine De Regge, Nadia Merchiers op als schepen van Sociale Zaken. 

## Uitslagen verkiezingen
| Verkiezing              | Kieskring | Datum           | Lijst       | Plaats op lijst | Voorkeursstemmen | Uitslag      | Partijuitslag binnen kieskring |
| ----------------------- | --------- | --------------- | ----------- | --------------- | ---------------- | ------------ | ------------------------------ |
| Gemeenteraadsverkiezing | Gent      | 8 oktober 2006  | sp.a-spirit | 4e plaats       | 4.092            | 6e opvolger  | 31,58 %                        |
| Gemeenteraadsverkiezing | Gent      | 14 oktober 2012 | sp.a-Groen  | 6e plaats       | 4.319            | 4e titularis | 45,5 %                         |
| Gemeenteraadsverkiezing | Gent      | 14 oktober 2018 | sp.a-Groen  | 51e plaats      |                  |              |                                |